# Waagstraat (Groningen)
De Waagstraat in Groningen loopt van de zuidzijde van de Grote Markt naar de noordzijde, direct in het verlengde van de Herestraat.
De Waagstraat is een van de oudste straten in Groningen. Bij opgravingen is een veldkeien bestrating gevonden, daterend uit de tweede eeuw. De straat was onderdeel van de zuid-noordverbinding door de stad (Herestraat - Waagstraat - Oude Boteringestraat). De naam gaat terug tot 1661 als in het verlengde van de straat op de Grote Markt de Waag wordt gebouwd naar ontwerp van Coenraed Roelofs. Dat gebouw werd in 1874 wegens bouwvalligheid na een raadsbesluit hiertoe op afbraak verkocht. Een oudere naam voor de straat was Zuip- of Suipenstraat, waarschijnlijk afgeleid van het Groningse woord soepen (karnemelk).
De straat is bij de bevrijding van Groningen vrijwel geheel vernietigd; alleen het Goudkantoor, aan de noordzijde van de straat, bleef gespaard. De straat wordt na de oorlog in eerste instantie niet herbouwd, maar wordt na langdurige discussies in 1962 opgeofferd aan de bouw van het Nieuwe Stadhuis, dat in 1994 alweer wordt afgebroken.
In 1996 is de huidige bebouwing opgeleverd. Het ontwerp van architect Natalini is na een prijsvraag door het publiek gekozen uit een viertal genomineerde inzendingen. Op de hoek Waagstraat/Guldenstraat staat in een van de pilaren een gedicht van Jean Pierre Rawie, waarin onder meer de regel 'altijd werd op deze plek het wezen van Gronings stad en Ommeland bepaald'.
In de doorgang naar de Guldenstraat hangt een uithangbord dat verwijst naar de oprichting - in 1765 - van de nog bestaande 'Groote- of Heerensociëteit', in de herberg 'Het Gouden Hooft'. De Waagstraat was in 1787 het toneel van de 'slag bij de Waag' tussen Patriotten en Prinsgezinden.

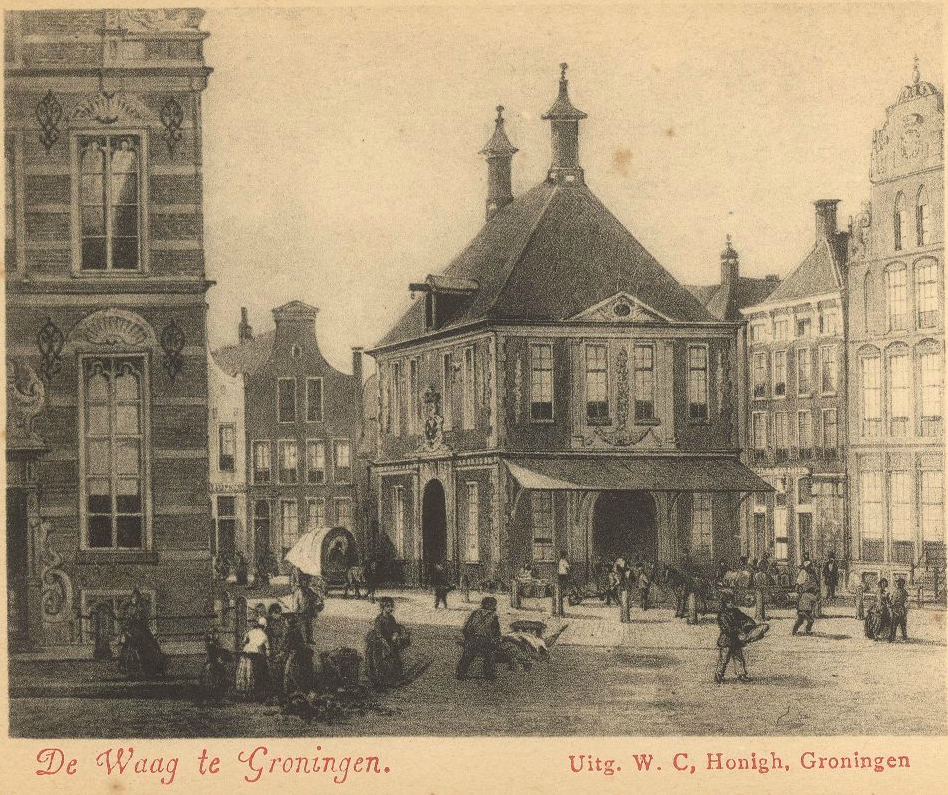
De waag op een ansichtkaart van rond 1902 naar een aquarel van Albert Jurardus van Prooijen uit 1861
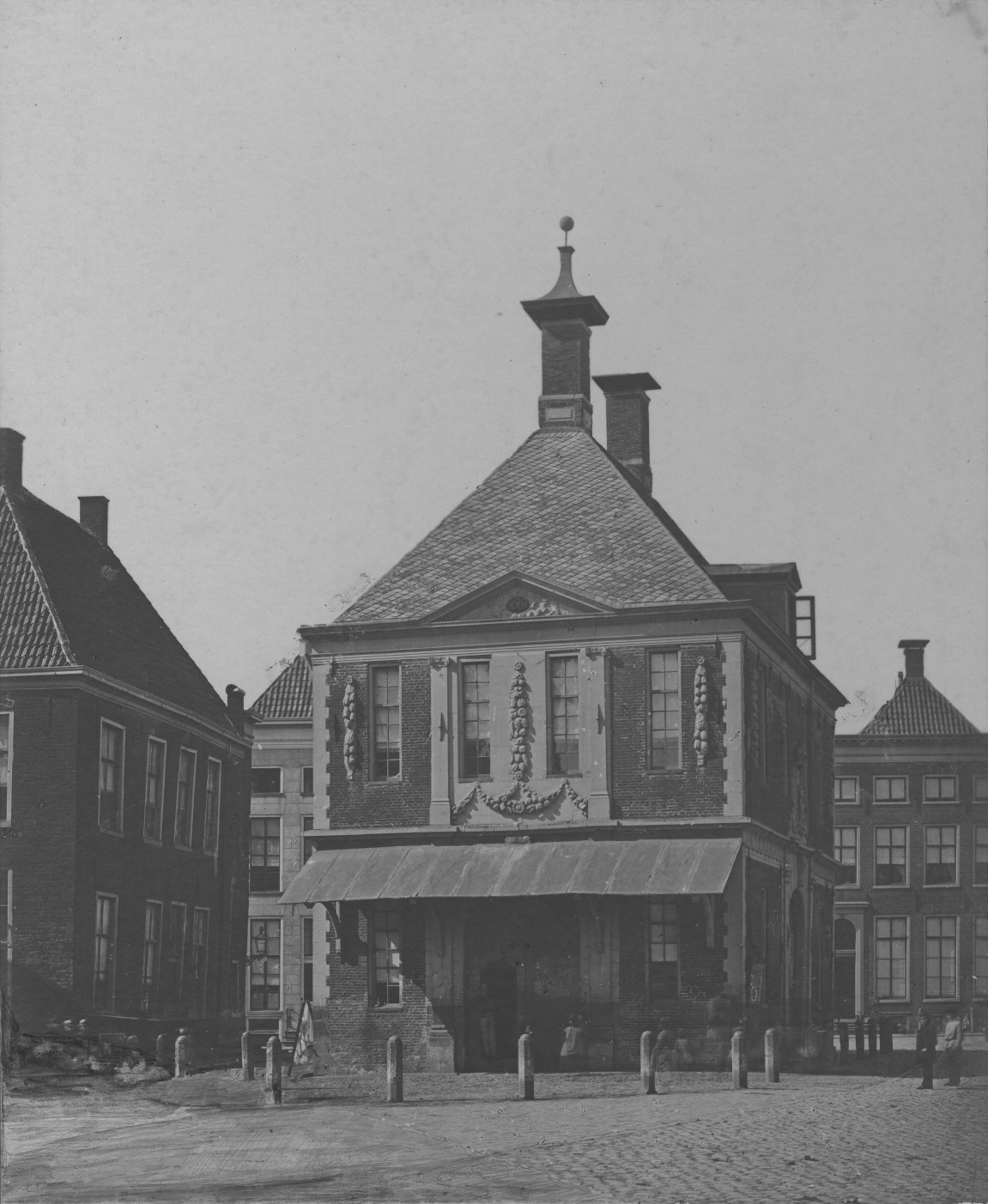
De waag vlak voor de afbraak (foto: Friedrich Julius von Kolkow)
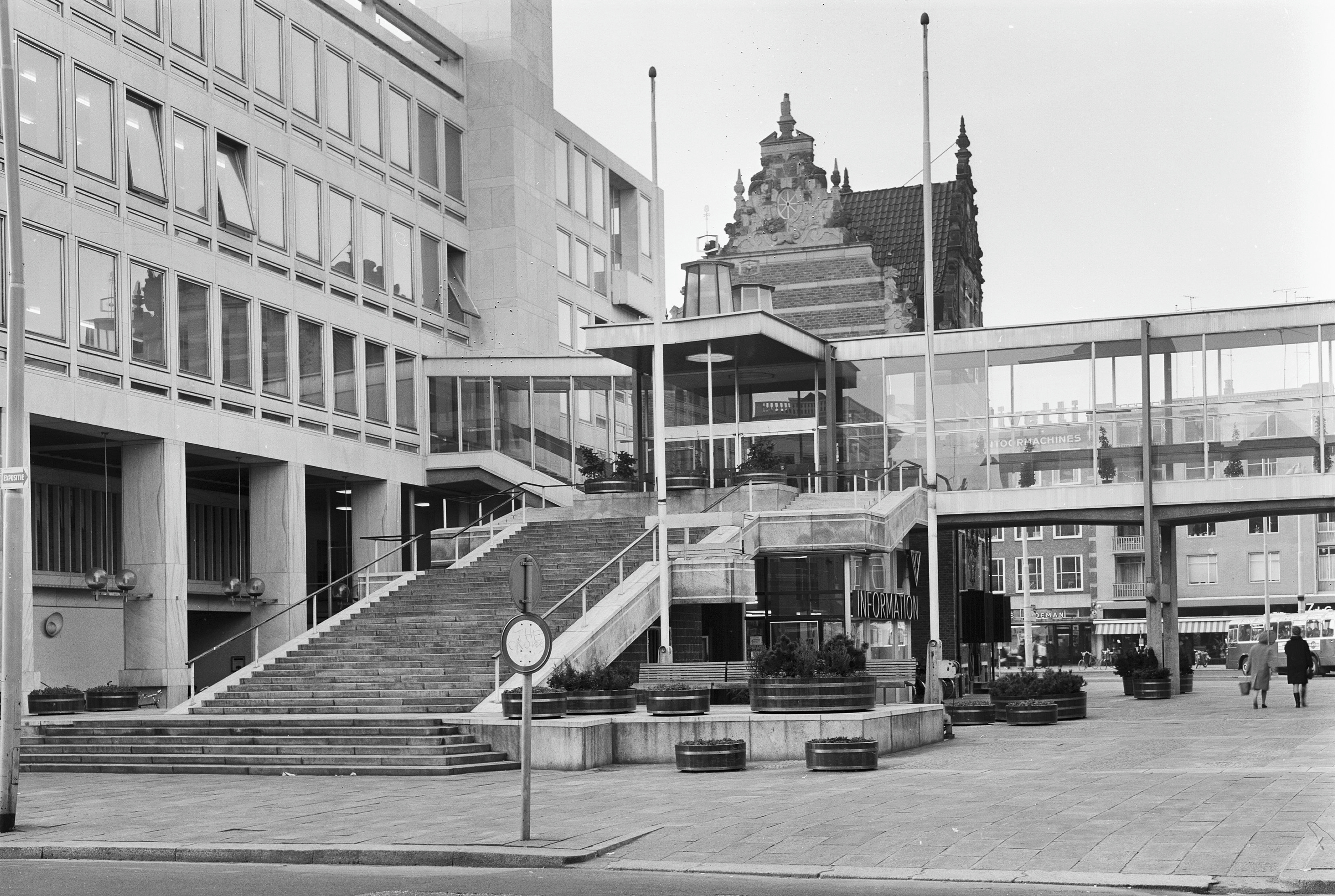
Het gesloopte Nieuwe Stadhuis (1967)
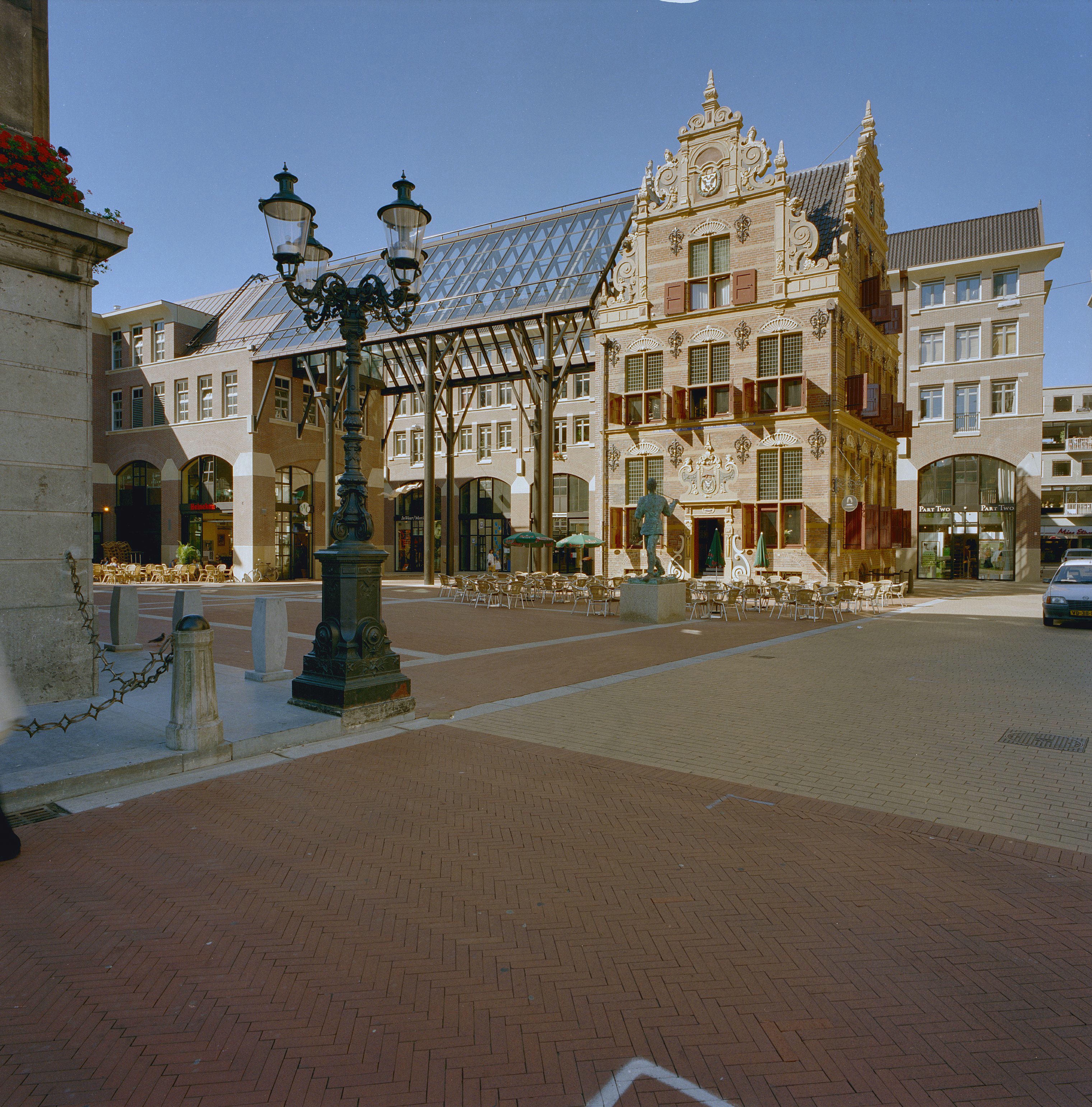
Goudkantoor en Waagstraatcomplex (1997)
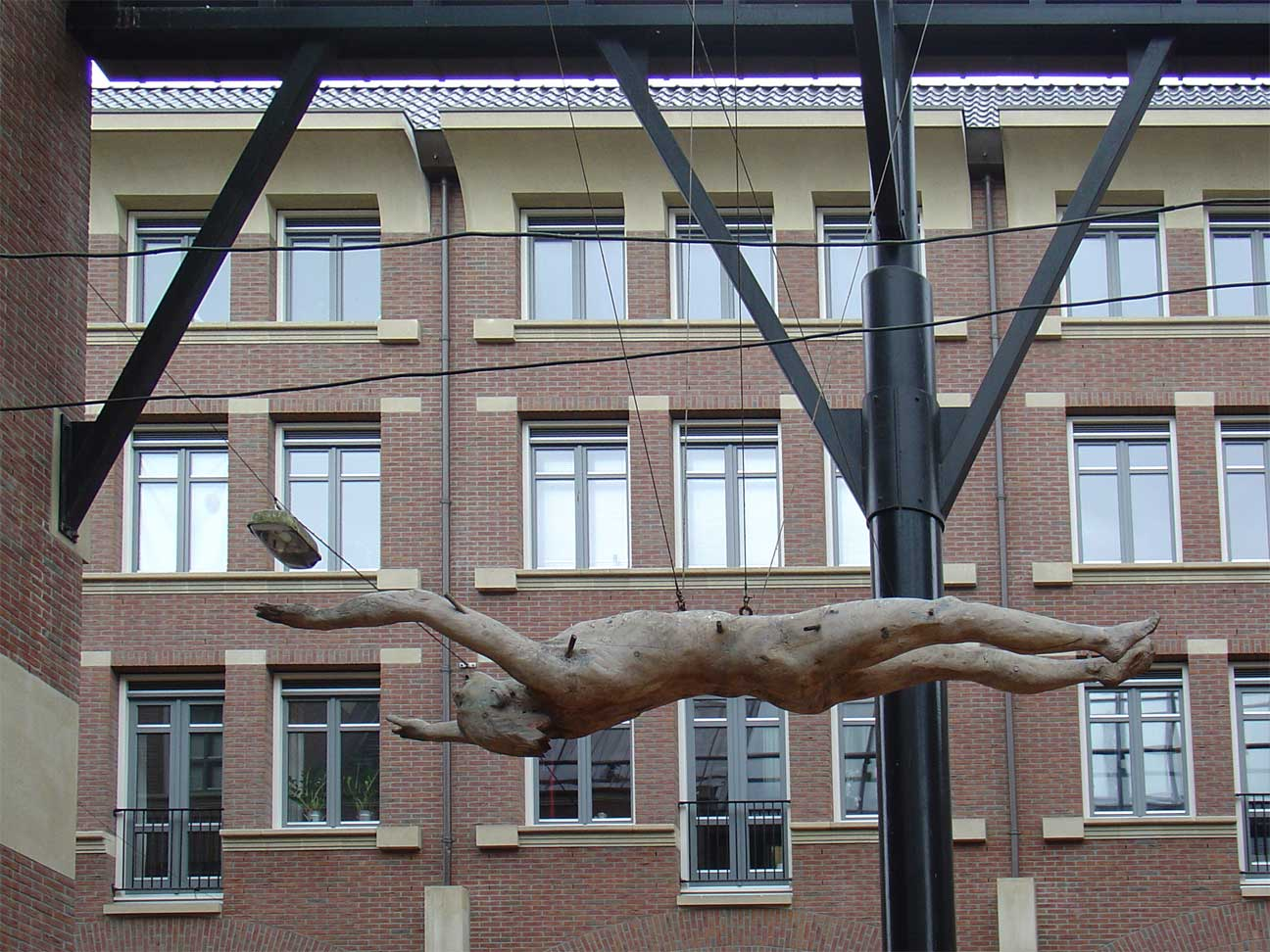
Farsi largo/Making space door Janet Mullarney in het Waagstraatcomplex

Achter de Muur · 
Akerkhof · 
Akerkstraat · 
Broerstraat · 
Brugstraat ·
Bruine Ruiterstraat ·
Burchtstraat · 
Butjesstraat ·
Carolieweg ·
Coehoornsingel · 
Donkersgang · 
Driften · 
Emmaplein · 
Folkingestraat · 
Folkingedwarsstraat ·
Ganzevoortsingel · 
Gasthuisstraatje ·
Gedempte Kattendiep ·
Gedempte Zuiderdiep ·
Gelkingestraat ·
Grote Kromme Elleboog ·
Grote Markt ·
Guldenstraat ·
Guyotplein ·
Haddingestraat ·
Haddingedwarsstraat ·
Hardewikerstraat ·
Hereplein · 
Herebinnensingel ·
Heresingel ·
Herestraat ·
Hoekstraat ·
Hofstraat ·
Hoge der A ·
Hoogstraatje ·
Jacobijnerstraat ·
Kleine der A ·
Kattenhage ·
Kleine Kromme Elleboog ·
't Klooster ·
Kostersgang ·
Koude Gat ·
Kreupelstraat ·
Kwinkenplein ·
De Laan ·
Lage der A ·
Lopende Diep ·
Lutkenieuwstraat ·
Marktstraat ·
Martinikerkhof ·
Munnekeholm ·
Muurstraat ·
Naberstraat ·
Nieuwe Boteringestraat ·
Nieuwe Ebbingestraat ·
Nieuwe Kerkhof ·
Nieuwe Kijk in 't Jatstraat ·
Nieuwe Markt ·
Nieuwstad ·
Noorderhaven ·
Oosterstraat ·
Ossenmarkt ·
Oude Boteringestraat ·
Oude Ebbingestraat ·
Oude Kijk in 't Jatstraat ·
Papengang ·
Pausgang · 
Pelsterstraat ·
Peperstraat ·
Poelestraat ·
Praediniussingel ·
Rademarkt ·
Radesingel ·
Reitemakersrijge ·
Rode Weeshuisstraat ·
Schoolstraat · 
Schoolholm · 
Schuitemakersstraat ·
Schuitendiep · 
Sieboldsgang · 
Singelstraat · 
Sint Jansstraat ·
Sint Walburgstraat ·
Spilsluizen ·
Stationsstraat ·
Steentilstraat ·
Stoeldraaierstraat · 
Torenstraat · 
Turfstraat ·
Turfsingel ·
Turftorenstraat ·
Ubbo Emmiussingel ·
Vismarkt ·
Visserstraat ·
Waagstraat ·
Zoutstraat ·
Zwanestraat